# 南区役所前停留場
南区役所前停留場（みなみくやくしょまえていりゅうじょう、南区役所前電停）は、広島県広島市南区にある広島電鉄皆実線の停留場である。駅番号はH04。
稲荷町方面ホームが比治山本町、皆実町六丁目方面ホームが皆実町一丁目に位置する。

## 歴史
皆実線が1944年（昭和19年）に開通した際、当地に停留場は設けられておらず、当停留場が開業したのは戦後の1982年（昭和57年）のことである。皆実線において路線開通を伴わず開業した唯一の停留場であり、線内では2025年（令和7年）8月3日に駅前大橋ルート開通に伴い開業した松川町停留場に次いで新しい停留場である。

### 年表
- 1982年（昭和57年）3月1日：開業[2]。
- 1996年（平成8年）10月：駅番号「H7」を付与[3]。
- 2025年（令和7年）8月3日：駅番号を「H04」へ変更[4]。

## 停留場構造
皆実線の軌道は道路上に敷かれた併用軌道で、当停留場も道路上にホームが設けられている。ホームは低床式 で2面あり、南北方向に伸びる2本の線路を挟んで配置されている。ただし互いのホームは南北にずれて位置しており、北に稲荷町方面へ向かう上りホームが、南に皆実町六丁目方面へ向かう下りホームがある。
いずれのホームとも連接車に対応したホーム長を持つ。

### 運行系統
当停留場には広島電鉄で運行されている系統のうち、5号線のみが乗り入れている。
| 下りホーム | 5号線 | 広島港（宇品）ゆき・宇品二丁目ゆき・皆実町六丁目ゆき |
| 上りホーム | 5号線 | 広島駅ゆき                                           |

## 停留場周辺
停留場は国道2号と国道487号が交わる平野橋東交差点にある。周辺には停留場名にもなっている南区役所をはじめ広島市立南区図書館や広島県立広島産業会館が入居する広島産業文化センターなど、公共施設が集積する。西側に少し行くと京橋川が流れる。
- 広島エフエム放送
- 広島県立総合技術研究所 保健環境センター
- 広島県健康福祉センター
- 広島南年金事務所
- 進徳女子高等学校
- 日産プリンス広島販売比治山店

## バス路線
周辺には「南区役所前」バス停があり、広電バス・広島バス・中国JRバス・芸陽バス が停車する。
南区役所前バス停（国道2号沿い東行き 旭町・東雲方面）
- 23 横県線（広島バス） 旭町・大学病院方面
- 26 旭町線（広島バス） 旭町方面 夜の3便のみ
- 7（広電バス） 東雲・向洋新町・仁保車庫前
- 41（広電バス 熊野線 / 芸陽バス 東雲線）東雲・矢野方面
- クレアライン（広電バス・中国JRバス） 呉市方面

南区役所前バス停（国道2号沿い西行き 市役所前方面）
- 7（広電バス） 市役所前・紙屋町方面
- 41（広電バス・芸陽バス） 市役所前・紙屋町方面

南区役所前バス停（北西行き 昭和町方面）
- 23 横県線（広島バス） 富士見町・八丁堀方面
- 26 旭町線（広島バス） 富士見町・八丁堀方面 朝と夜の2-4便のみ

## 隣の停留場
広島電鉄
皆実線
比治山橋停留場 (H03) - 南区役所前停留場 (H04) - 皆実町二丁目停留場 (H05)